# Гриллуш, Вильмош

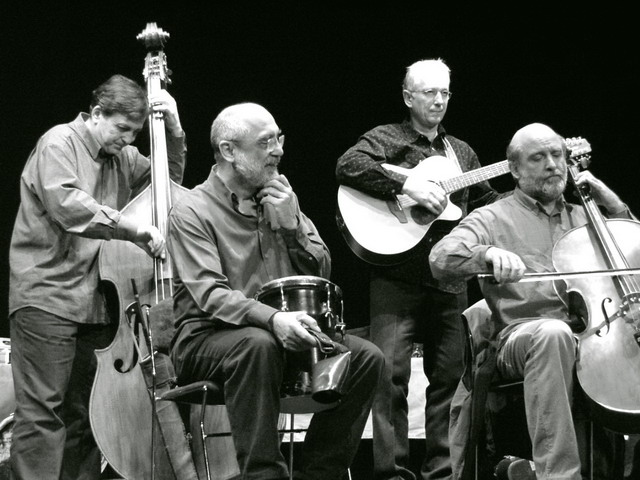
Вильмош Грюллуш (справа) и группа Kaláka

Вильмош Грюллуш (венг. Vilmos Gryllus, родился 28 октября 1951 в Будапеште) — венгерский музыкант, композитор и певец, основатель фолк-группы Kaláka, лауреат премии имени Кошута (2000).

## Биография
Родился в Будапеште в семье Вильмоша Грюллуша-старшего и Евы Фогарашши. Старший брат — Даниэль, сооснователь группы Kaláka. Вильмош окончил Будапештский университет технологии и экономики, факультет архитектуры в 1976 году. Группу Kaláka основал в 1969 году вместе с братом Даниэлем, а также Иштваном Мико и Балажом Радваньи. В 1980 году вёл на венгерском радио передачу «Кто там?» (венг. Ki kopog?) вместе с Петером Левенте и Ильдико Дёбрентей. В 1991 году с Петером Левенте основал телепередачу для детей «Сказки с неба» (венг. Égbőlpottyant mesék), куда дети отправляли свои рисунки и по которым составлялись сказки. С 1996 года Грюллуш снова выступает в группе, исполняя песни на стихи разных авторов.

## Награды
- Премия имени Кошута (2000)
- Премия Prima Primissima (в составе группы Kaláka, 2004)